# Nguyễn Đình Nghị
Nguyễn Đình Nghị (阮廷誼, 1883 - 1954), thường gọi là Trùm Nghị, là soạn giả, nhà cách tân chèo. Ông là người khai sinh ra trào lưu chèo cải lương, một trong những người tiên phong trong việc hiện đại hoá chèo ở thế kỉ 20.

## Tiểu sử
Ông sinh năm 1883 tại làng Thuỵ Lôi, huyện Tiên Lữ, tỉnh Hưng Yên. Đây là nơi có truyền thống văn hoá dân gian, tập trung nhiều nghệ sĩ chèo của chiếng chèo Đông. Ngay từ nhỏ, ông đã gắn bó với chèo. Lớn lên, ông ra Hà Nội, bắt đầu từ công việc hậu đài ở Sán Nhiên đài, sau đó dần dần làm soạn giả, dàn dựng tiết mục (thầy tuồng) cho các rạp ban ở Hà Nội.
Những năm 1920, ông bắt đầu cải tổ hai rạp hát lớn nhất Hà Nội bấy giờ là Sán Nhiên đài và Cải lương Hí viện thành các điểm diễn chèo cải lương của mình. Sau đó ông tự thành lập và quản lý các ban hát như Tự Lập ban, Nghị Lập ban, Đức Thịnh ban, Việt Hoa ban, Như ý ban và Đan thanh ban . Ông mở đầu cho trào lưu chèo cải lương, kéo dài từ những năm 1920, 1930 đến trước Cách mạng tháng 8 năm 1945.
Kháng chiến chống Pháp bùng nổ, ông trở về quê. Năm 1948, thiếu tướng Nguyễn Sơn cho người đón ông về Thanh Hoá viết kịch cho quân đội. Sau đó, ông có lên Yên Bái dạy kịch cho các lớp đào tạo văn công, rồi lại trở vào Thanh Hóa cùng với con trai là Nguyễn Đình Thiết đang lãnh đạo Đoàn văn công liên khu 4 . Năm 1952, ông trở về Hà Nội do sức khoẻ yếu. Ông mất năm 1954, hưởng thọ 71 tuổi. Tổng cộng ông đã để lại hơn 60 kịch bản chèo, trong đó nổi tiếng nhất là bộ Năm trận cười.
Ông có 5 người con, nhưng chỉ có người con gái Nguyễn Thị Định theo nghiệp chèo, sau này là giảng viên của Trường Âm nhạc Việt Nam.

## Đóng góp cho nghệ thuật chèo
Nguyễn Đình Nghị luôn đề cao tính dân tộc trong tác phẩm của mình. Tiếp thu những tư tưởng Nho giáo, ông lên án, chỉ trích những con người, những hiện tượng trái luân thường, đồng thời chủ trương loại bỏ dần những tích truyện Tàu thay thế bằng những tích mới soạn từ kho tàng truyện cổ của cha ông. Tác phẩm của ông có tinh thần yêu nước, thức tỉnh lòng tự hào dân tộc của quần chúng. Năm 1931, ông cho diễn vở Kêu trời rằng oan tại Hà Nội, trong vở có câu "Hỡi ai con Lạc cháu Hồng, đứng lên đòi lại non sông của mình". Vì lý do này, ông đã bị chính quyền Pháp bắt giam gần 2 tháng .
Ông là chủ soái của chèo cải lương. Hầu hết tất cả các vở chèo cải lương đều do ông sáng tác, dàn dựng. Với mục đích chấn hưng nghề chèo trong lúc cải lương, chiếu bóng, kịch nói lấn át, ông đã chịu khó học tập áp dụng những cái mới lạ, mạnh dạn cách tân chèo không chỉ ở kịch bản mà còn ở cách dàn dựng vở, biểu diễn, âm nhạc..., làm cho chèo thêm sức sống, thu hút thêm khán giả, giúp chèo trụ lại trên sân khấu Hà Nội gần hai chục năm.

### Những cách tân trong chèo cải lương
Về kịch bản, ông nối tiếp cách làm việc của Sán nhiên đài, ghi lại các vở thành văn bản, đưa chèo từ văn học truyền miệng thành văn học thành văn. Kịch bản của ông có đề tài phong phú, như lịch sử (Vụ án Hà Thành, Cưỡi đầu voi dữ...), dã sử (Chúa Chổm, Tổng Cóc...), tôn giáo (Alêxừ, Tam tổ thánh hiền...), tâm lý xã hội (Già kén kẹn hom, Đáng đời cô ả...), chuyển thể truyện Nôm (Kiều bán mình, Tống Trân - Cúc Hoa, Oan Thị Kính...), đặc biệt là phê phán thói hư tật xấu trong xã hội (Năm trận cười, Quá chơi nên nỗi, Khôn có giống...)
Nội dung các vở, kể từ khai thác truyện cổ hay đề tài tâm lý xã hội, đều trên cơ sở đạo lý phong kiến, hô hào mọi người góp sức canh tân đất nước, cải lương mọi mặt nhằm làm cho dân giàu nước mạnh, kêu gọi bài trừ những thú vui tập tục hủ lậu, lên án chỉ trích những hiện tượng luân thường nghiêng ngả, đồng thời ca ngợi những tấm gương hiếu nghĩa. Nhân vật cột trụ của mỗi vở thường nằm trong tầng lớp trung lưu, như Viên ngoại, Phú thương, Phú ông, bà Tham, Nhà giàu... Phần lớn các vở soạn lại tích cổ vẫn tôn trọng chủ đề cũ, chỉ thâu tóm số sự biến đủ làm rõ số phận nhân vật chính, phụ, đòi hỏi nghệ nhân đóng vai phải từ vốn nghề tích luỹ của bản thân, bồi đắp sao cho nhân vật làm vừa lòng khách xem. Ở các vở chèo cải lương, Nguyễn Ðình Nghị đã vẽ lên những Thông phán, Hào phú rượu chè bài bạc, hút sách, chơi bời trước sau sẽ chịu hậu quả xấu xa thảm bại, rồi nhờ mẹ hiền, vợ thảo, con khôn mà nhận ra sai trái, trở về với gia đình. Tổng cộng với 60 kịch bản, ông đã để lại mấy trăm nhân vật. Tuy nhiên nhân vật để lại ấn tượng trong người xem thì không nhiều. Khán giả đương thời thường ghép tên người đóng giỏi vào tên nhân vật. Ví dụ như một thời, ở sân khấu Sán Nhiên hay Cải lương hí viện, khách xem khen kép Phẩm "vai nào ra vai ấy", "làm hề cũng không nhường ai", kép Thịnh với các vai Tuần Ty, Lưu Bình, ông Mãng, Lão Mốc, Công tử Bột..., đào Tửu với các vai Châu Long,Vân Dại, Mẫu Thoải, đào Tam với các vai Tú Bà, Thị Màu, Thảo Mai...
Về kỹ thuật dựng vở, Nguyễn Ðình Nghị học tập theo cách người đi trước, chia vở thành từng hồi (diễn 1 đêm), từng đoạn (mỗi hồi 2 đoạn), từng cảnh (mỗi đoạn từ 2 đến 3 cảnh), mỗi cảnh là 1 màn nói trọn 1 hoặc 2, 3 sự biến. Ông thay giáo đầu (cho là rườm rà) bằng một bài tóm hoặc sự tích "để xem cho hiểu" đọc trước khi vào diễn, những lời xưng danh thì đặt lẫn vào các câu hỏi của vai.
Về biểu diễn, ông từ bỏ lối ước lệ của chèo cổ, đòi nghệ nhân phải diễn thuộc theo lời viết sẵn, làm động tác dung dị như ngoài đời, không dùng động tác múa. Ông đặt mạnh tiếng cười, khuyến khích những ai làm trò ngoại tích, cốt để người xem hả hê. Bản thân, ông cũng viết những đoạn làm ra tiếng cười, nhiều khi gây xộc xệch cả kết cấu của tiết mục, làm mờ nhoè nhiều ý tốt nép dấu ở cảnh này đoạn nọ.
Về âm nhạc, ông bổ sung đàn nguyệt, thập lục, bầu, tam, tiêu, cùng với dàn nhạc cũ gồm nhị, sáo, mõ, thanh la, trống cơm... Về làn điệu, song song với việc dùng lại tối đa vốn cũ trong số tiết mục cổ, cả số vở mới soạn khai thác đề tài cổ, ông chú ý đăng trước lên cáo bạch, viết phấn lên bảng con, rồi chìa cho khán giả biết tên điệu mà vai đóng đang hát. Ông cho sử dụng trong vở đủ loại dân ca các vùng, bài bản nhiều loại, kể cả bài hát Tây, hát Tàu...
Có thể nói, ông là người đã có công đưa tình trạng hỗn tạp của chèo văn minh, đưa chèo từ sân đình chuyển hẳn sang nhà hát, mở đầu cho việc hiện đại hoá chèo sau này. Tuy nhiên, những cách tân của ông bộc lộ nhiều hạn chế như:
- Những tác phẩm của ông dù đa dạng nhưng vẫn trùng lặp, trong đó nhân vật thường sẽ có: những kẻ đắm chìm trong vũng bùn truỵ lạc, rồi nhờ người thân giúp đỡ mà nhận ra sai lầm, hối hận, như Thừa Kham, Trọng Hỷ..., những người tốt từng đau khổ lao đao vì chồng con lầm lạc, nhờ cố gắng mà lấy lại hạnh phúc, như Xuân Nương, Thục Khanh,... Nhân vật của ông đều bị thuyết số mệnh chi phối, thường đổ lỗi cho hoàn cảnh, số phận đưa đẩy.
- Ông bắt chước kịch Thái Tây, đưa chèo vào tả chân, loại bỏ lối ước lệ là đặc trưng và cái đẹp của chèo, loại bỏ hình thức múa và du nhập đủ các thể loại dân ca và bài hát ngoài. Những điều này đã khiến chèo mất đi những cái hay của chèo truyền thống, đưa chèo đến gần thể loại cải lương.
- Ông đặt nặng phần hài hước, chỉ quan tâm thoả mãn thị hiếu nhất thời của khán giả, khiến cho những trận cười vốn đã mang tích truyện lủng củng, bố cục lỏng lẻo, lại bị chìm ngập vào cái biến cười bông phèng, thô thiển, như Một trận cười, Tam đại dở hơi, Cái nhầm to,... kể cả với số tích khai thác loại đề tài dã sử, lịch sử như những vở viết về Hồ Xuân Hương, Nguyễn Quỳnh...

## Tác phẩm chính
Bộ Năm trận cười gồm có:
- Một trận cười, 1924
- Trận cười thứ hai, 1924
- Trận cười thứ ba, 1925
- Trận cười thứ tư, 1925
- Thiên chúa giáng sinh, 1926.